# Cylindropuntia imbricata
Cylindropuntia imbricata, conhecido como tencholote ou opúncia, é um cacto encontrado no sudoeste dos Estados Unidos e no norte do México, incluindo algumas regiões mais frias em comparação com muitos outros cactos. Ocorre principalmente nas regiões áridas do sudoeste dos Estados Unidos, nos estados de Kansas, Oklahoma, Texas, Novo México, Arizona, Colorado e Nevada. Costuma chamar a atenção por seu porte arbustivo ou mesmo arbóreo, sua silhueta e seus frutos amarelados de longa duração.

## Distribuição e habitat
A área de distribuição abrange as regiões áridas de Nevada, Arizona, Novo México, Colorado, Oklahoma, Kansas e Texas, ao sul de Durango, Zacatecas e San Luis Potosí. Ela ocorre em altitudes de 1.200 a 2.300 m e é resistente para um cacto (Zona de rusticidade 5A).
Em algumas partes de sua área de distribuição, geralmente logo abaixo do cinturão de pinheiros-juníperos, ele pode ser abundante, cercado por gramíneas baixas que são marrons na maior parte do ano; nesses locais, esses cactos são visíveis como a única planta alta e verde. As plantas podem formar moitas ou ser espaçadas algumas vezes em sua largura em “jardins”.

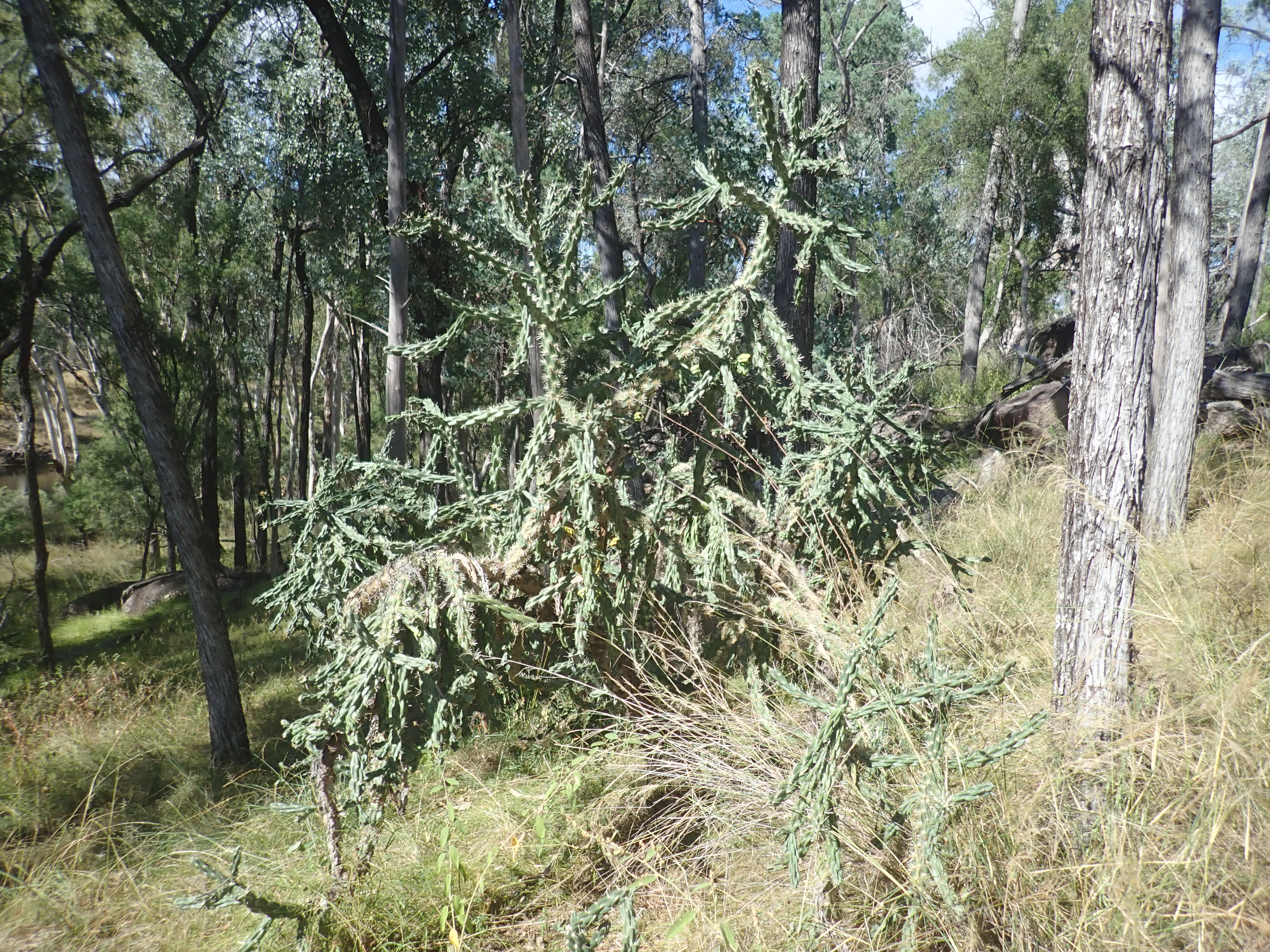
en, Nova Gales do Sul, Austrália.

Essa espécie é uma invasora nociva na Austrália em antigas localidades de mineração e ao longo de cursos d'água. É conhecida lá pelos nomes comuns de cacto-corda-do-diabo ou pera-corda-do-diabo. É uma erva daninha nociva declarada em Nova Gales do Sul e também ocorre em Queensland, Território do Norte, Victoria e Austrália Meridional.

## Descrição
A parte acima do solo consiste em hastes cilíndricas muito ramificadas, com as juntas das extremidades tendo cerca de 3 cm de diâmetro. As articulações, ao contrário das de algumas do gênero Cylindropuntia, são difíceis de serem destacadas. Os caules são altamente tuberculosos (irregulares) com um padrão de protuberâncias ovais longas. A altura típica é de cerca de 1 m, mas excepcionalmente pode crescer até 4,6 m com um diâmetro de “tronco” de 25 cm. A largura é geralmente semelhante ou um pouco maior que a altura. Os caules são armados com grupos de até cerca de 10 espinhos variando de vermelhos a rosados, que podem ter 3 cm de comprimento e são farpados e afiados o suficiente para penetrar facilmente em luvas de jardinagem de couro. Os caules e os frutos também têm muitos espinhos com cerca de 1 mm de comprimento que podem se desprender e grudar na pele.
Há dois tipos de caules: os plagiotrópicos longos, que dão flores nas extremidades e caem depois de alguns anos, e os ortotrópicos longos, que servem principalmente para suporte e transporte e permanecem na planta. As hastes plagiotrópicas crescem em um padrão semelhante a uma estrela ou coroa em torno de uma haste ortotrópica central. Essa espécie floresce no final da primavera ou no início do verão. As flores são roxas ou magenta, raramente rosa, com cerca de 5 cm de largura. Os frutos são amarelados, tuberculosos como os caules, e têm o formato de um cone, com uma cavidade na extremidade larga onde a flor caiu; muitas vezes são confundidos com flores. A planta os retém durante todo o inverno. Elas são secas e não são saborosas, embora se diga que os nativos americanos do Arizona e do Novo México as consumiam.
Além da reprodução sexual, o cacto Cylindropuntia imbricata se reproduz quando as juntas do caule caem no chão e criam raízes. Assim, essa espécie se espalha e é difícil controlá-la, especialmente quando os animais defecam as sementes e carregam as articulações do caule presas em seu couro a uma certa distância da planta-mãe. (Algumas vacas aprendem a comer os frutos dessa espécie apesar da dor.) As “ondas de invasão” geralmente ocorrem quatro ou cinco anos após a seca combinada com o pastoreio, provavelmente porque essa combinação expõe o solo no qual as articulações do caule podem criar raízes.

## Taxonomia
A espécie Cylindropuntia imbricata foi descrita cientificamente como Cereus imbricatus pelo botânico Adrian Hardy Haworth em 1821. Augustin Pyrame de Candolle a transferiu para o gênero Opuntia em 1828 e Joseph Paxton a publicou em Echinocactus em 1840. Sua colocação em Cylindropuntia [en] foi aceita em 1930 por Frederik Marcus Knuth [en].

## Ecologia

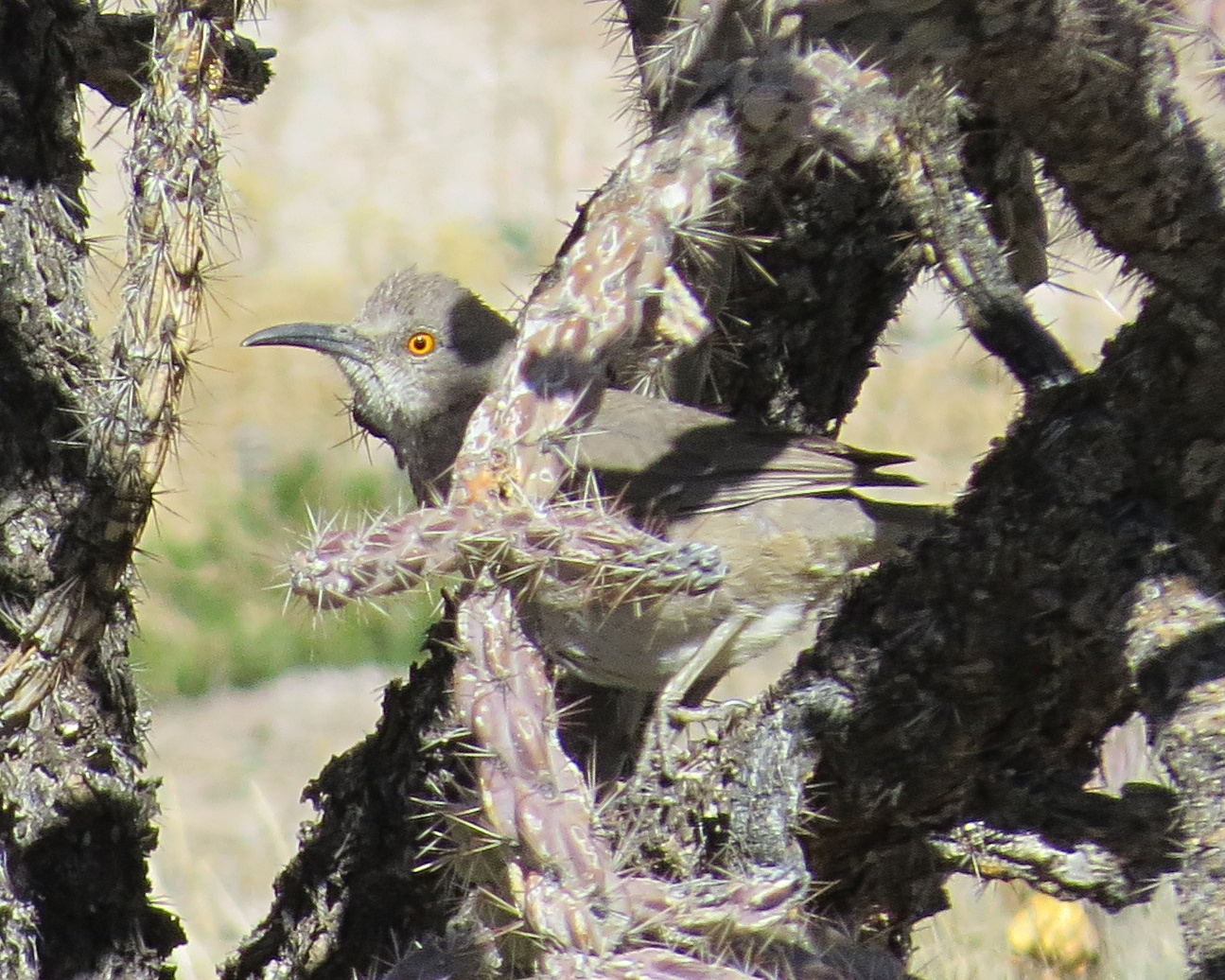
en escondido.

Os frutos também são consumidos por vários pássaros e mamíferos selvagens, incluindo antílope-americano, carneiros-selvagens e veados. As plantas espinhosas servem de abrigo para muitos animais pequenos.
Observou-se que a abelha Lithurgus apicalis, da família Megachilidae, poliniza as flores.

## Usos
Às vezes, as plantas são cultivadas como plantas ornamentais. Os caules mortos se decompõem e deixam um tubo de madeira oco com um padrão de fendas longitudinais. Às vezes, eles são usados como bengalas. Os Penitentes Católicos Romanos do Novo México costumavam amarrar caules frescos em suas costas nuas nas procissões da Semana Santa. O povo Zuni usa a variedade imbricata em cerimônias.

## Imagens

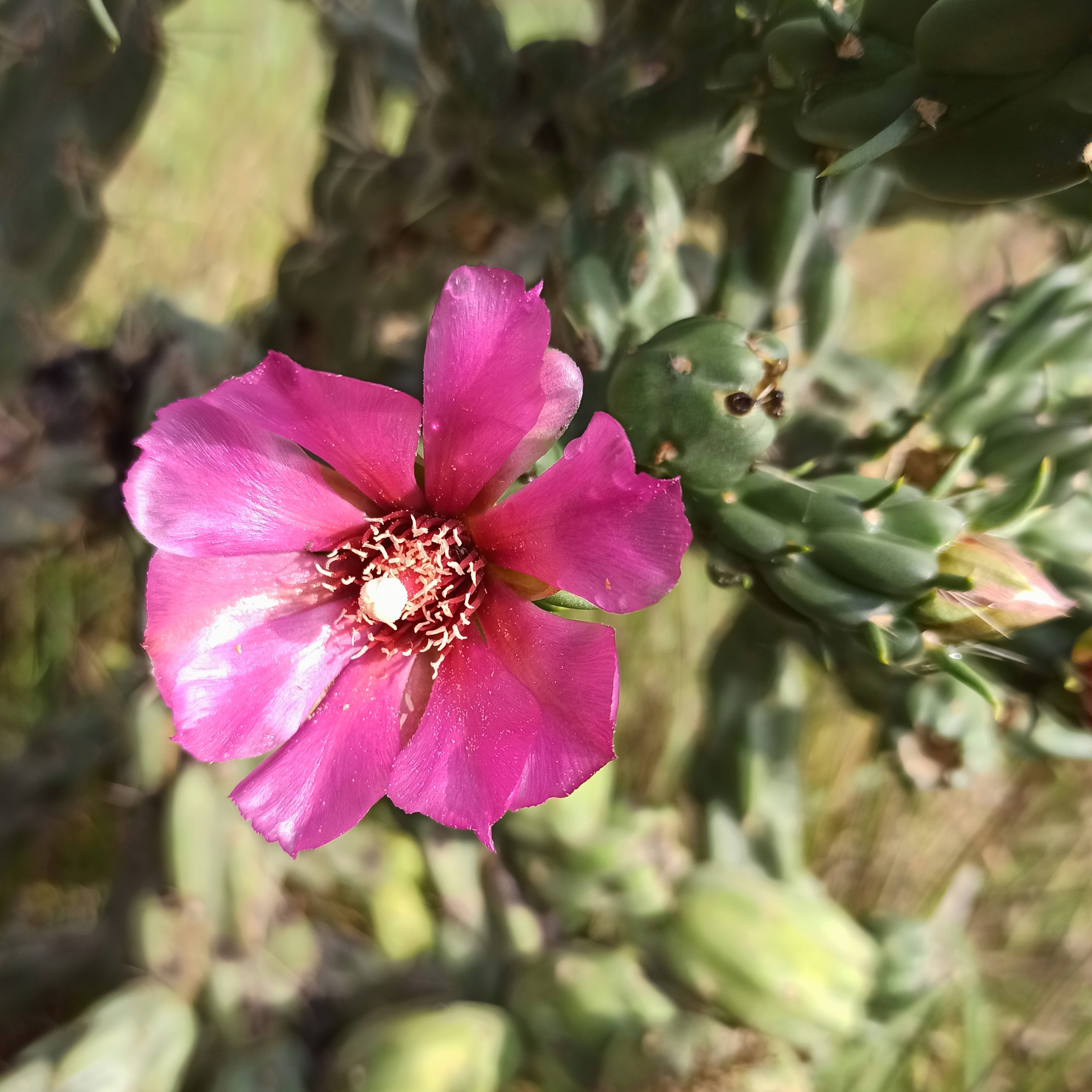
Flor.
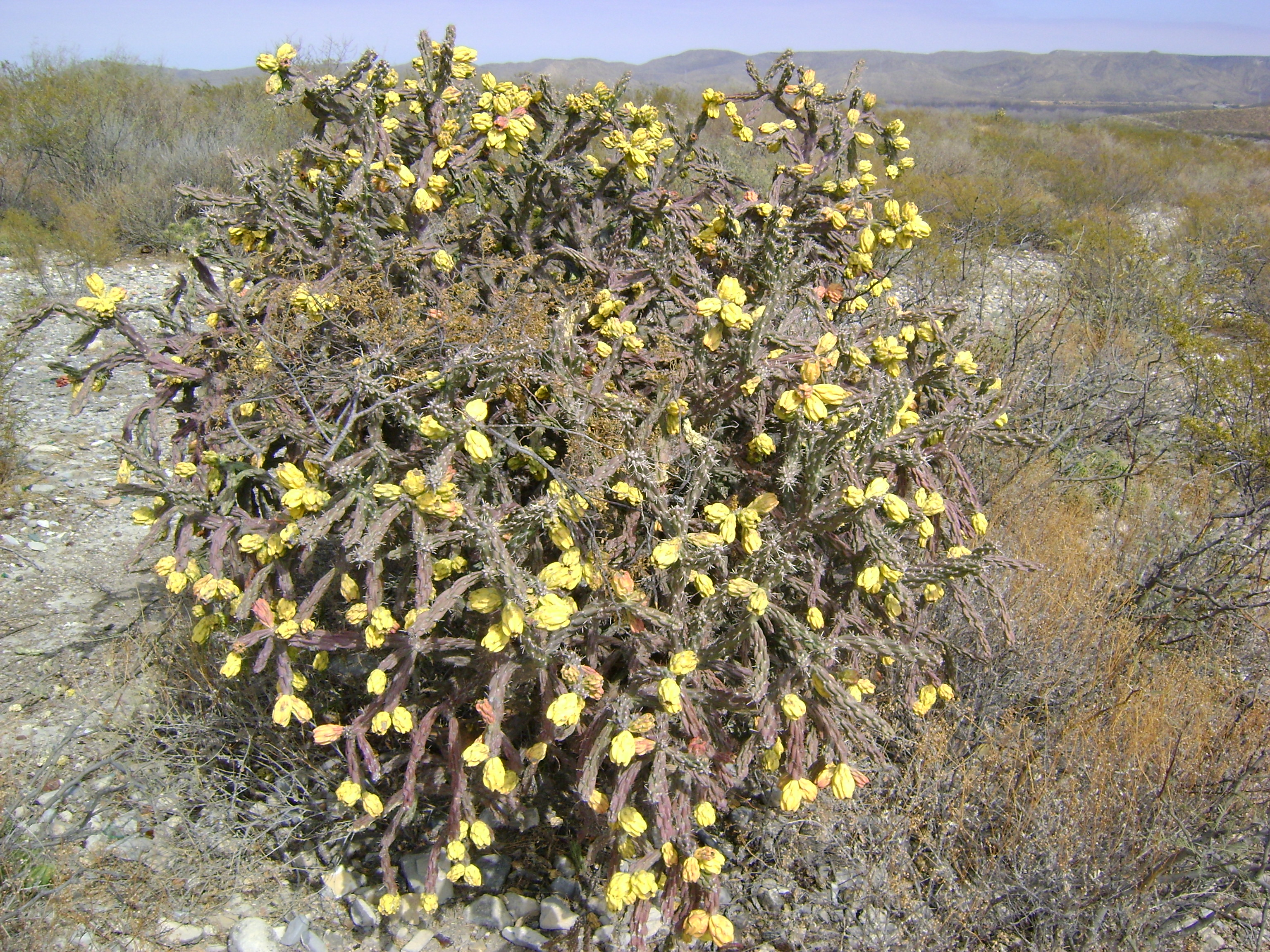
Muitas frutas amarelas em Parras De La Fuente, Cuahuila.
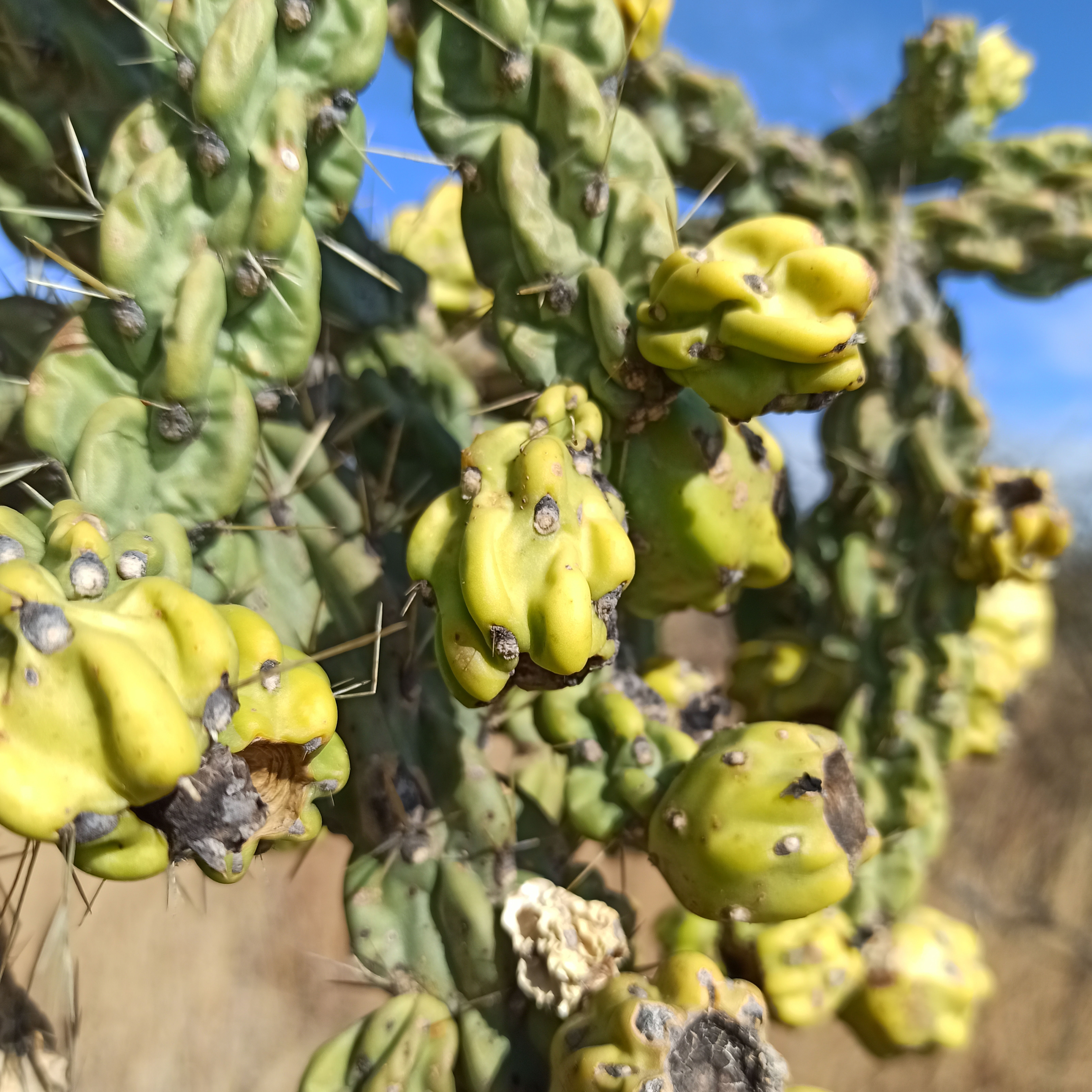
Frutas em Dolores Hidalgo, Guanajuato.
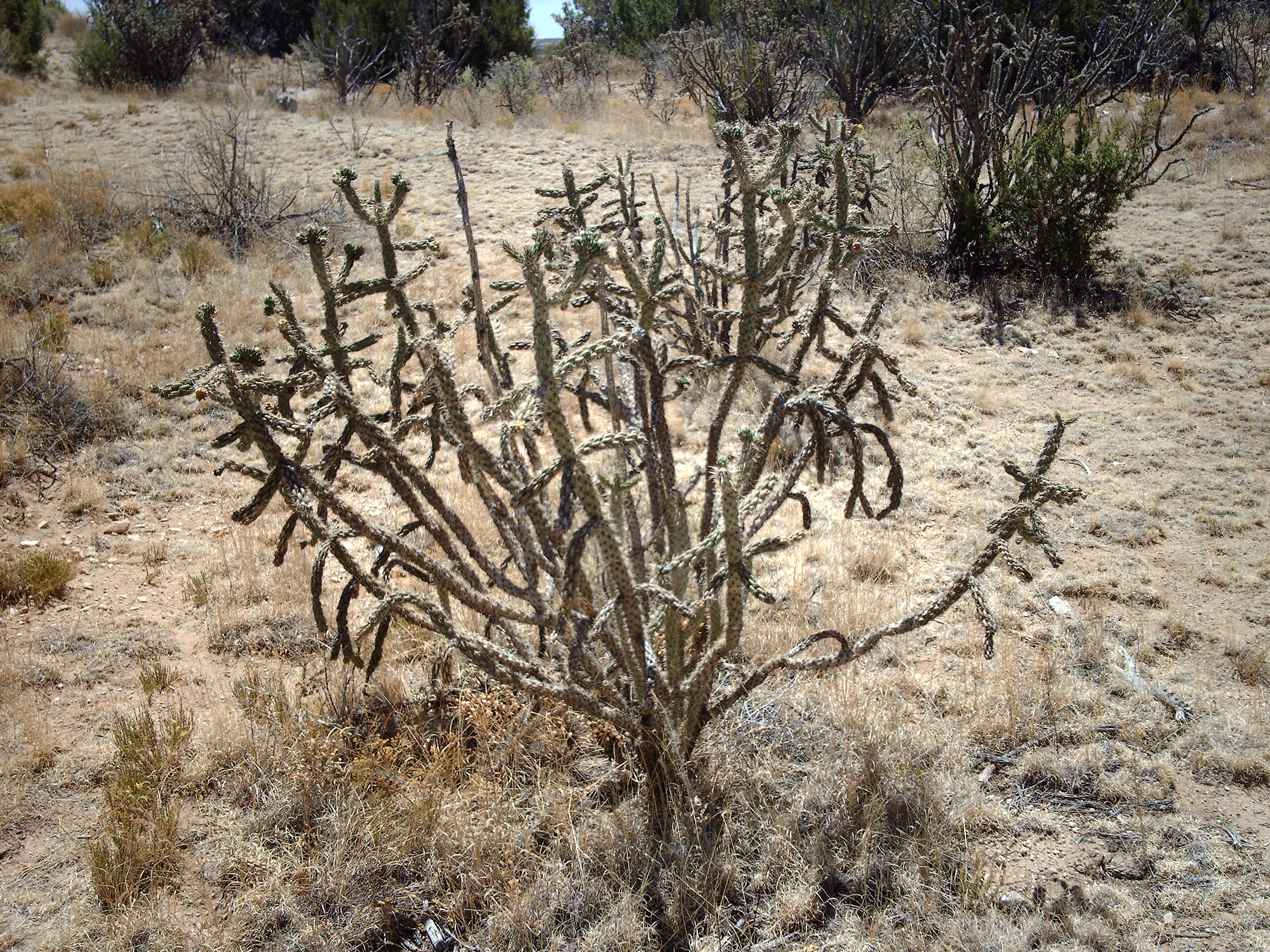
No Monumento Nacional Salinas Pueblo Missions.
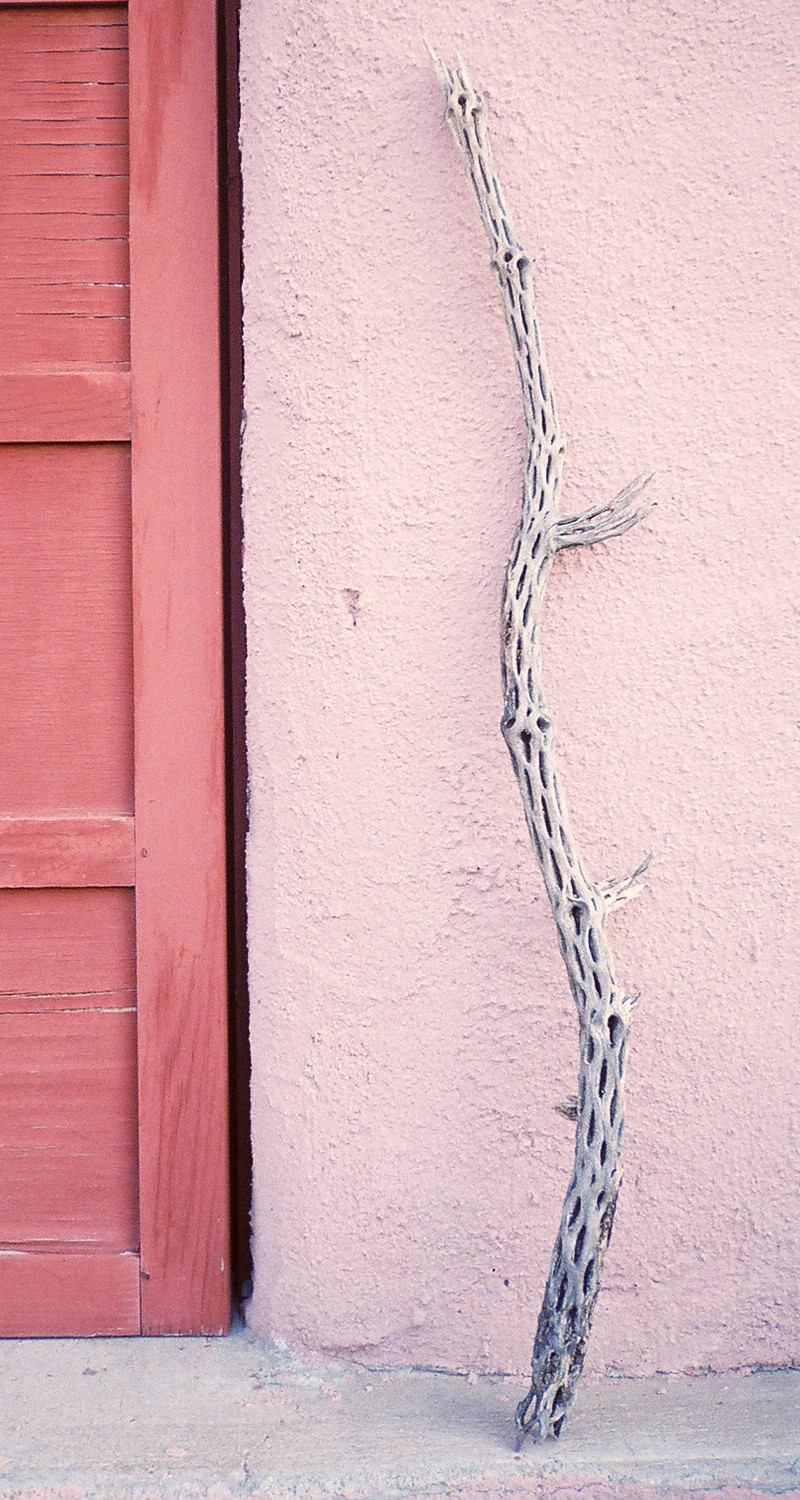
“Cana” (caule seco).
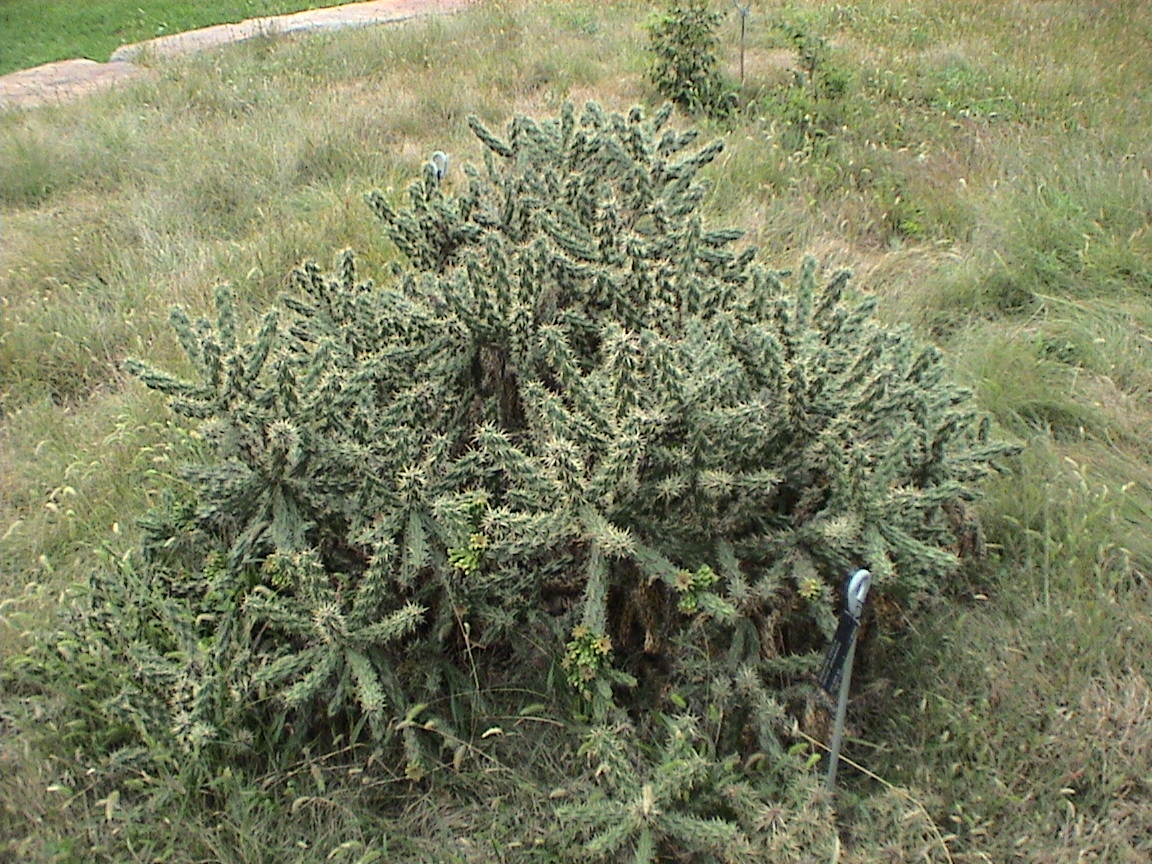
Em Illinois.
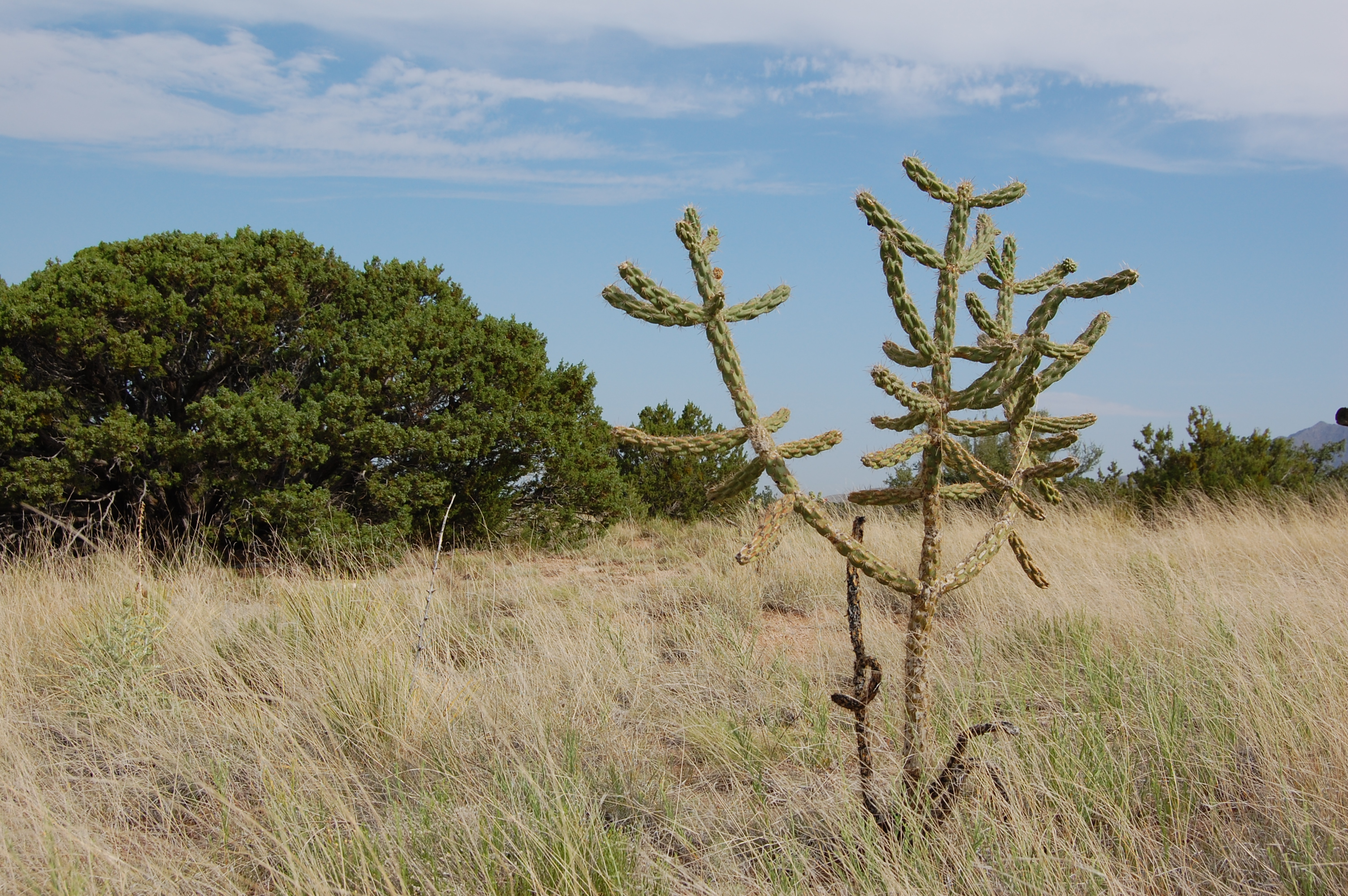
Em Albuquerque, Novo México.